# Kleiner Ket
Der Kleine Ket (russisch Малая Кеть, Malaja Ket) ist ein etwa 239 km langer linker Nebenfluss des Ket in der Region Krasnojarsk in Russland.

## Flusslauf
Der Flusslauf liegt im Südosten des Westsibirischen Tieflands. Der Kleine Ket entspringt 25 km ostnordöstlich von Rasswet auf einer Höhe von etwa 220 m. Der Fluss fließt anfangs in überwiegend westnordwestlicher Richtung. Etwa ab Flusskilometer 130 wendet sich der Kleine Ket nach Norden. Am Flusslauf liegen die Rajons Pirowski, Biriljusski und Jenisseiski. Der Kleine Ket mündet schließlich auf einer Höhe von etwa 151 m in den Ket, etwa 1290 km oberhalb dessen Mündung in den Ob. Der Kleine Ket weist entlang seines gesamten Flusslaufs zahlreiche enge Flussschlingen auf. Das etwa 2420 km² große Einzugsgebiet ist weitgehend unbewohnt.